# تاون جاس
الشركة المصرية لتوزيع الغاز الطبيعي للمدن أو (بالإنجليزية: Town Gas - The Egyptian Co. For Natural Gas Distribution In Cities)‏ هي إحدى شركات قطاع البترول المصري، والتي تأسست عام 2000 كشركة مساهمة مصرية وفقاً لأحكام قانون ضمانات وحوافز الاستثمار رقم 8 لسنة 1997 برأس مال اسمي قدره 200 مليون جنيه مصري ورأس مال مصدر قدره 100 مليون جنيه مصري موزع على مليون سهم.
وأنشئت الشركة بغرض إدارة وتشغيل شبكات وتركيبات الغاز الطبيعي بمناطق امتياز الشركة بـالقاهرة الكبرى والإسكندرية وبورسعيد والإسماعيلية وكذا محطات تخفيض الضغط وصيانة ومكوناتها في مُختلف المواقع للمنازل والمحلات التجارية والمُنشآت الصناعية التي يتم تغذيتها من شبكات المنازل بالضغوط والكميات المناسبة.

## تاريخ الشركة
بدأ توصيل الغاز الطبيعي في مصر حين قامت شركة الغازات البترولية بتروجاس بالتعاون مع شركة William Press & Son البريطانية بإشراف شركة British Gas plc بتوصيل الغاز الطبيعى إلى المنازل بمحافظة القاهرة بدءاً بـمنطقة حلوان في 14 يناير 1981 ثم تم توصيل الغاز الطبيعي إلى المنازل في مناطق المعادى ومدينة نصر ومصر الجديدة ومدينة 15 مايو.
و تم إطلاق أول شعلة «غاز طبيعى» بالمنازل بمحافظة الجيزة في يناير من عام 1987، وتم بعدها توصيل الغاز الطبيعى لمحافظة الإسكندرية في أغسطس من عام 1996 ثم محافظة بورسعيد في يناير من عام 1997. وتم فصل كافة أنشطة الغاز الطبيعي عن شركة الغازات البترولية بتروجاس لتتحول في النهاية إلى شركة تاون جاس.

## نشاط الشركة
الشركة مسؤولة عن أعمال المسح الميداني وإعداد التصميمات والخرائط التنفيذية والتسجيلية للخطوط الرئيسية والشبكات والتركيبات والتحويلات والموديولات والمحطات بمناطق الامتياز للأعمال التجارية والصناعية ومحطات تموين السيارات بالغاز الطبيعي والمخابز.وكذلك تنفيذ شبكات الصلب والبولي إيثيلين وتوصيلات التركيبات الداخلية والخارجية لأعمال التحويلات للعملاء المنزليين (المطاعم – الفنادق -....) والتجاريين والصناعيين ومحطات الكهرباء لأنشطة الغاز الطبيعي بمناطق امتياز الشركة والتي تشمل:
- القاهرة عدا مدينة السلام الواقعة في امتياز شركة نات جاس والمعصرة الواقعة في نطاق امتياز شركة مايا جاس.
- الجيزة عدا الصف الواقعة في نطاق امتياز شركة مايا جاس.
- الإسكندرية عدا مناطق غرب الإسكندرية الواقعة في امتياز شركة نات جاس.
- بورسعيد.
- الإسماعيلية.

وتتضمن الشركة نظاماً متقدماً للمراقبة والتحكم الاسكادا لمتابعة الشبكة على مدي اليوم.

### شبكة الغاز
يبلغ طول شبكات الغاز الطبيعي التي تقوم الشركة بتشغيلها وصيانتها 7800 كيلو متر، والتركيبات الداخلية والخارجية نحو 25 ألف كيلو متر، وعدد محطات تخفيض الضغط وإضافة الرائحة التي تديرها الشركة 88 محطة، وقد بلغ إجمالى عدد العملاء المنزليين التابعين للشركة 2,380,111 عميل بجانب 17.560 عميل تجاري و 267 عميل صناعي و 2146 مخبز و 70 محطة تموين بالغاز الطبيعي وذلك حتي نهاية 2011.

### قمائن الطوب بالصف
في إطار الاتجاه العالمى لتقليل تلوث الهواء الجوى – حسب اتفاقية كيوتو، ومن أجل خفض نسبة التلوث ولتحسين البيئة عن طريق خفض انبعاثات غازات الإحتباس الحراري، تم من خلال مبادرة التغيرات المناخية بصندوق مبادرات البيئة المصري تحويل مصانع قمائن الطوب للعمل بالغاز الطبيعي بدلاً من المازوت وذلك بمنطقة عرب أبى ساعد بمركز الصف بمحافظة الجيزة بالتعاون مع الوكالة الكندية للطاقة الدولية التي قدمت منحة بمبلغ 4.2 مليون دولار كندى تمثل قيمة التكنولوجيا الحديثة المستخدمة في تشغيل المصانع، ويقوم الجانب الكندى باسترداد ما دفعه من عائد بيع شهادات خفض ثانى أكسيد الكربون في بورصة الكربون الدولية طبقاً لاتفاقية كيوتو.
وقد تم منح صاحب كل مصنع مبلغ 100.000 جنيه مصري كحد أقصى مِنحَة لا تُرَّد مقابل تحويل مصنعه للعمل بالغاز الطبيعي، كما قامت الحكومة المصرية بتدعيم المشروع بمبلغ 17.5 مليون جنيه، بينما تحمل أصحاب المصانع الخمسين الأولي 7.5 مليون جنيه عن طريق قروض ميسرة، بينما أدى تحويل مصانعهم للعمل بـالغاز الطبيعى إلى تخفيض تكاليف التشغيل بنسبة 22%.
وشملت المرحلة الأولى من المشروع التي تم افتتاحها رسمياً في 14 نوفمبر 2006 50 مصنعاً أدى تحويلها للعمل بالغاز الطبيعى بدلاً من المازوت لتقليل التلوث البيئي من انبعاثات الإحتباس الحراري بمقدار 100 ألف طن في السنة أي ما يعادل التلوث الناجم عن عادم 300 ألف سيارة تقريباً، ولتقليل استهلاك المازوت الذي يبلغ حوالي 75 ألف طن سنوياً.

## المساهمون
- الشركة المصرية للغازات الطبيعية جاسكو: 60%
- شركة مشروعات الغاز الطبيعي غاز مصر: 30%
- صندوق الإسكان والخدمات الاجتماعية للعاملين بقطاع البترول: 10%

## مساهمات الشركة بقطاع البترول
- شركة غاز الأقاليم ريجاس: 22.2%
- شركة بتروتريد «الخدمات التجارية البترولية»: 25%
- شركة غاز كول «المصرية للتبريد بالغاز الطبيعي»: 5%
- شركة غاز القاهرة: 33.3%

## رؤساء مجالس إدارة الشركة
- مهندس/ محمد فتحى حسن
- مهندس / محمد حسين قنديل
- مهندس / ياسر فؤاد بهنس
- مهندس / سامي عبد الرحمن الفرماوي
- مهندس / محمد حسنين رضوان
- مهندس / عبد الهادي أبو زيد
- مهندس / سيف الإسلام عبد الفتاح
- مهندس / محمد عادل عبد الحميد
- مهندس / إبراهيم شوكت
- مهندس / محمد الغنام
- مهندس/ صلاح حسن
- مهندس/ أحمد خلف